# 星キラリ
『星キラリ』（ほしきらり）は、COONのファーストシングルである。2008年5月7日にリリース。

## 収録曲
1. 星キラリ
  - 作詞：野口圭、作曲：暮部拓哉
  - テレビアニメ『ネットゴーストPIPOPA』前期エンディングテーマ
2. ハピネス
  - 作詞：TAKESHI、作曲：吉川慶
3. 星キラリ（off Vocal）
4. ハピネス（off Vocal）